# کونهار رود
کونهار رود رودی است به جهلم می‌ریزد. این رود از کشور پاکستان می‌گذرد. طول آن ۱۶۶ کیلومتر (۱۰۳ مایل) است.